# Theridion agrarium
Theridion agrarium là một loài nhện trong họ Theridiidae.
Loài này thuộc chi Theridion. Theridion agrarium được Herbert Walter Levi miêu tả năm 1963.